# Carex macrosandra
Carex macrosandra är en halvgräsart som först beskrevs av Adrien René Franchet, och fick sitt nu gällande namn av V.I. Kreczetowicz. Carex macrosandra ingår i släktet starrar, och familjen halvgräs. Inga underarter finns listade i Catalogue of Life.